# Алайие (Пейпсіяере)
А́лайие (ест. Alajõe küla) — село в Естонії, у волості Пейпсіяере повіту Тартумаа.

## Населення
Чисельність населення на 31 грудня 2011 року становила 63 особи.

## Географія
Поблизу населеного пункту проходить автошлях 43 (Аовере — Калласте — Омеду).

## Історія
До 23 жовтня 2017 року село входило до складу волості Вара.